# Lamont County
Das Lamont County ist einer der 63 „municipal districts“ in Alberta, Kanada. Der Verwaltungsbezirk gehört zur Census Division 10 und ist Teil der Region Zentral-Alberta. Der Bezirk als solcher wurde zum 23. Dezember 1912 eingerichtet (incorporated als „Improvement District No. 516“) und änderte zuletzt zum Jahr 2000 seinen Namen von „County of Lamont No. 30“ auf den aktuellen. Er hat seinen Verwaltungssitz in der Kleinstadt Lamont.
Der Verwaltungsbezirk ist für die kommunale Selbstverwaltung in den ländlichen Gebieten sowie den nicht rechtsfähigen Gemeinden, wie Dörfern und Weilern und Ähnlichem, zuständig. Für die Verwaltung der Kleinstädte in seinen Gebietsgrenzen ist er nicht zuständig.

## Lage
Der „Municipal District“ liegt im nordöstlichen Zentrum der kanadischen Provinz Alberta, östlich vom Edmonton und des Elk-Island-Nationalparks. Im Norden begrenzt der North Saskatchewan River den Bezirk. Im Bezirk befindet sich keiner der Provincial Parks in Alberta. Der südwestliche Teil des Bezirks ist Pufferfläche (Transition Zone) des Biosphärenreservat Beaver Hills, einem fast 1600 km² großen Biosphärenreservat der UNESCO.
Die Hauptverkehrsachsen des Bezirks sind die in Ost-West-Richtung verlaufenden Alberta Highway 16, als Teil der nördlichen Route des Trans-Canada Highways, sowie die Alberta Highway 29, Alberta Highway 45 und Alberta Highway 15. Außerdem verlaufen Eisenbahnstrecken verschiedener Gesellschaften durch den Bezirk.
| Thorhild County                                       | Smoky Lake County                           | Smoky Lake County          |
| Sturgeon County Strathcona County                     | Kompassrose, die auf Nachbargemeinden zeigt | County of Two Hills No. 21 |
| Improvement District No. 13 (Elk-Island-Nationalpark) | Beaver County                               | County of Minburn No. 27   |

## Bevölkerung
| Jahr | Erhebung          | Einwohner | Änderung | Fläche (km²) | Bev.-dichte (EW/km²) |
| ---- | ----------------- | --------- | -------- | ------------ | -------------------- |
| 2016 | Volkszählung 2016 | 3899      | + 0,7 %  | 2385,09      | 1,6                  |
| 2011 | Volkszählung 2011 | 3872      | – 0,8 %  | 2385,91      | 1,6                  |

## Gemeinden und Ortschaften
Folgende Gemeinden liegen innerhalb der Grenzen des Verwaltungsbezirks:
- Stadt (City): keine
- Kleinstadt (Town): Bruderheim, Lamont, Mundare
- Dorf (Village): Andrew, Chipman
- Weiler (Hamlet): Hilliard, St. Michael, Star, Whitford, Wostok

Außerdem bestehen noch weitere, noch kleinere Ansiedlungen und Einzelgehöfte.